# AL-12
La AL-12 es un pequeño tramo de autovía sita en la capital almeriense, que fue cedida por el Ministerio de Fomento al Ayuntamiento de Almería en el año 2007. Conecta el centro de la ciudad con el aeropuerto. Aunque se toma como inicio la rotonda frente a la Estación Intermodal de Almería, realmente comienza en la rotonda frente al Estadio de los Juegos Mediterráneos; entre esos puntos es una avenida. Es una vía de 2 carriles y unos 9 km de longitud. En general está mal asfaltada, con multitud de parches. Pertenece al Ayuntamiento de Almería. Cuenta con un panel luminoso en sentido Almería. Al final de su recorrido se divide en dos vías: una hacia el aeropuerto y otra hacia El Alquián. 
Está muy transitada en horas punta, pues sirve de vía rápida hacia las localidades de las afueras de la ciudad. También es una manera cómoda de entrar a la ciudad desde la A-7, desde Murcia. Si seguimos por ella, ya transformada en avenida dentro de la ciudad, finalmente nos conduce otra vez hacia la A-7 o hacia la N-340a en sentido Aguadulce y Roquetas de Mar. No presenta ningún radar fijo. Al contrario de la mayoría de autovías españolas, el límite de velocidad es de 100 km/h.
No tiene muchas salidas: Hacia La Cañada, Viator, El Alquián y el aeropuerto.

## Recorrido
| Salida | Sentido Aeropuerto (Ascendente)                                                 | Sentido Almería (Descendente)                                        | Carretera                                             | Notas |
| ------ | ------------------------------------------------------------------------------- | -------------------------------------------------------------------- | ----------------------------------------------------- | ----- |
|        | Almería Centro - Almería-Avenida de Nuestra Señora de Montserrat                | Almería Centro - Almería-Avenida de Nuestra Señora de Montserrat     |                                                       |       |
|        | Estadio de los Juegos Mediterráneos Almería-Avenida del Mare Nostrum            | Estadio de los Juegos Mediterráneos Almería-Avenida del Mare Nostrum |                                                       |       |
|        | La Cañada - CASI - Universidad - Los Molinos - El Puche-Costacabana-El Zapillo. |                                                                      | Carretera Níjar - La Cañada Carretera Molinos- Cañada |       |
| 2      | Viator - Hospital Virgen del Mar Universidad de Almería                         | Viator - Hospital Virgen del Mar Universidad de Almería              | A-3200 A-3117                                         |       |
| 4      | La Cañada de San Urbano                                                         | La Cañada de San Urbano                                              | ALP 205                                               |       |
| 7      | Aeropuerto de Almería, Ronda de Almería , Murcia, A-7, N-340, Puerto de Almería | Loma Cabrera, El Alquián, Aeropuerto de Almería                      | N-347                                                 |       |
|        | Retamar - El Toyo Murcia A-7                                                    | Almería - Puerto Málaga A-7                                          | N-344                                                 |       |